# Harzgerode
Harzgerode är en tysk stad i distriktet (Landkreis) Harz i förbundslandet Sachsen-Anhalt. Den ligger i en låg del av bergstrakten Harz och omges huvudsakligen av skogar. Förutom staden ingår flera mindre orter i kommunen.

## Historia
Orten nämns 983 för första gången i en urkund. Den hade bildats bredvid ett kloster som tillhörde benediktinorden. 993 fick orten av kejsare Otto III rättigheter att hålla marknader. 1300 blev gruvdriften efter metaller som sedan några år pågick i ortens omgivning godkänd av furste Otto I av Anhalt. 1315 betecknas Harzgerode för första gången som stad (civitas). En annan furste av samma adelsätt byggd i början av 1300-talet ett slott i staden. Under trettioåriga kriget drabbades staden av flera eldsvådor.
1888 fick Harzgerode anslut till järnvägsnätet. Under 1930-talet etablerades i staden ett sjukhus i Bauhausstil och en fabrik för lättmetaller. Vid slutet av andra världskriget erövras staden av amerikanske enheter efter ett mindre slag med 18 dödsoffer. Efter kriget producerades främst kolvar och andra produkter av metall i staden.

## Övrigt
En smalspårig järnväg (Selketalbahn) mellan Quedlinburg och Hasselfelde har två stationer i kommunen med en förgrening till Harzgerode.
Harzgerode har flera korsvirkeshus, bland annat rådhuset.

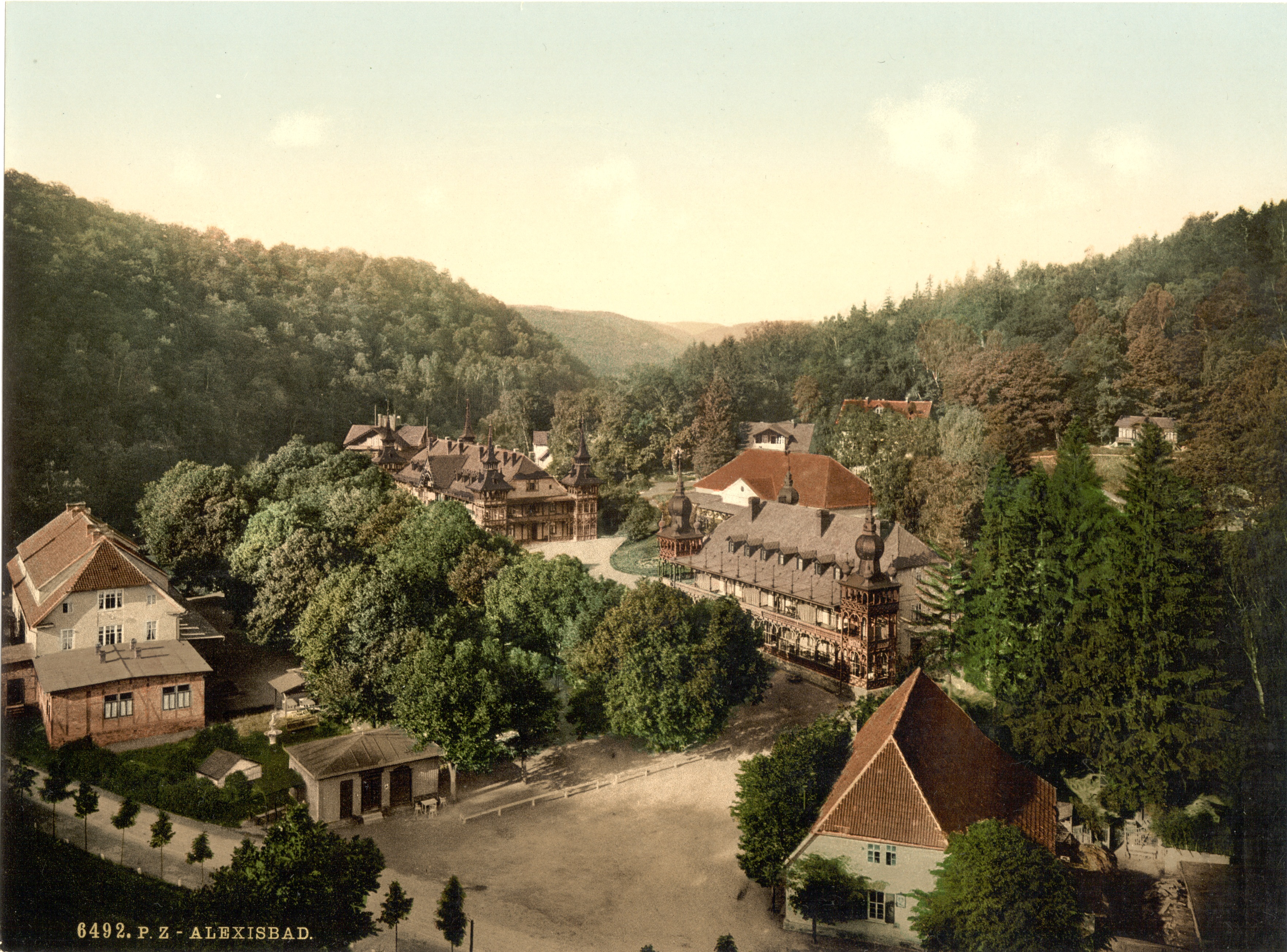
Orten Alexisbad (tillhör kommunen) under 1890-talet
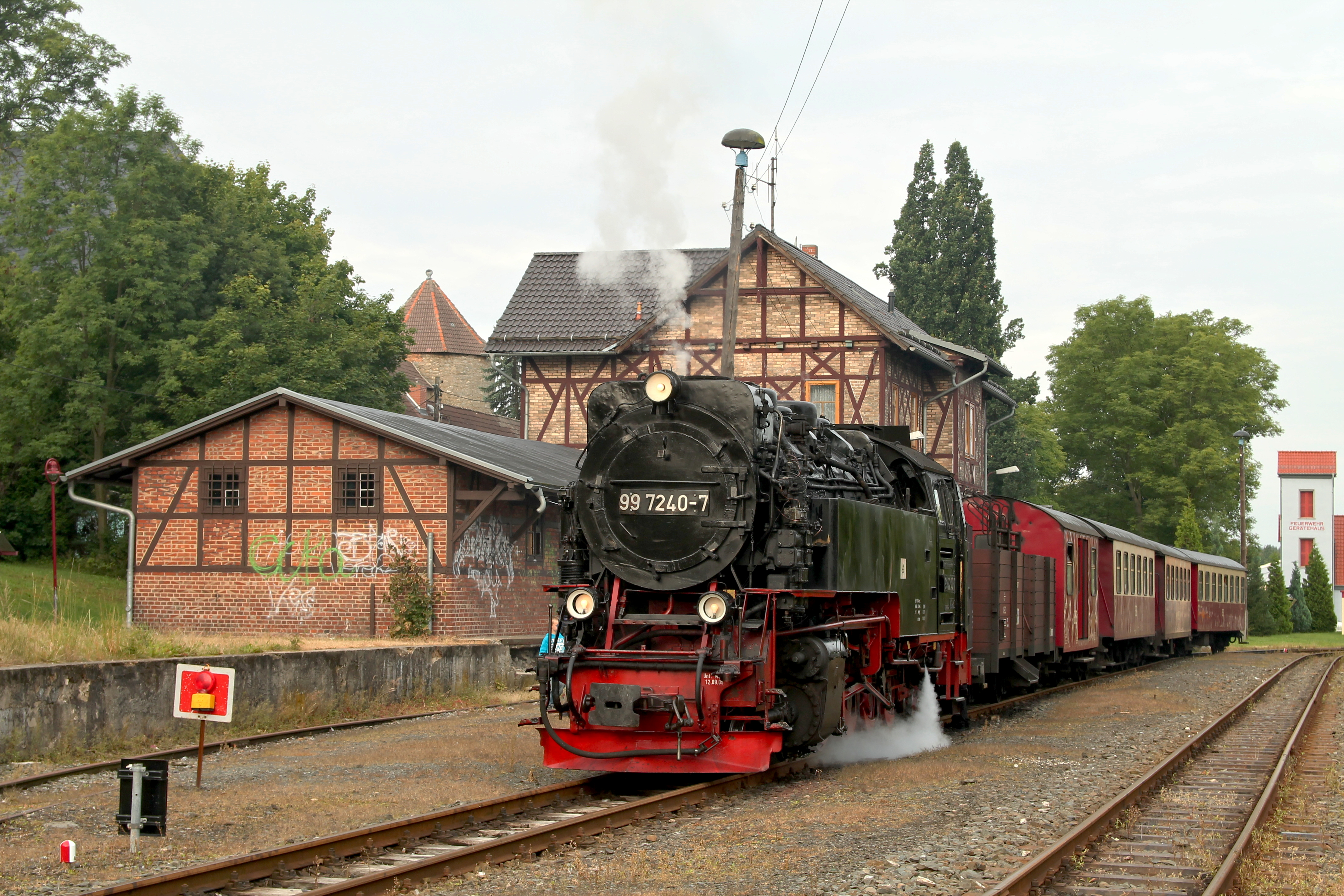
Järnvägsstationen